# 安田修 (エディター)
安田 修（やすだ おさむ）は、日本のエディター（映像編集者）。共同エディット所属。

## 人物
ジャンクSPORTS（フジテレビ系列）において、ファンタスティックコーナーの編集を担当。その中でも、浜田雅功達ジャンクチームvs浅尾美和の「ビーチバレー対決」シリーズでは、異才を発揮。迫力あるプレーの映像と共に、浅尾美和の笑顔と肢体の躍動を構成している。
また、「編集点は必ず偶数」というこだわりを持つ。

## 担当番組
- 早見優のアメリカンキッズ
- 早見優のズッキンカリメア
- ジャンクSPORTS
- 講道館杯全日本柔道体重別選手権大会
- 世界柔道
- SRS
- K-1グランプリ
- PRIDE
- ダイヤモンドグローブ
- 東京マラソン2009